# Живучка хиосская
Живу́чка хи́осская, или Живучка пальчатоли́стная (лат. Ajuga chamaepitys subsp. chia) — многолетнее травянистое растение, вид рода Живучка (Ajuga) семейства Яснотковые (Lamiaceae). 

## Описание
Растение высотой 10—20 см. Обладает сильным запахом. 
Стебли восходящие или стелющиеся, покрыты короткими прижатыми волосками по обеим сторонам, выходят группами из многолетнего корневища. 
Листья на стебле с линейными долями, разделены на три части либо имеют три лопасти. Прицветные листья короче, чем цветки. 
Цветки располагаются одиночно или парами в пазухах верхних листьев. Чашечка покрыта волосками и состоит из пяти острых ланцетных долей, короче трубки. Венчик жёлтого цвета, размером около 2 см, в 4—5 раз длиннее чашечки. Верхняя губа венчика очень короткая и состоит из двух лопастей, нижняя — более крупная, разделена на три лопасти. Имеются четыре тычинки. Верхушка завязи разделена на четыре лопасти. 
Плод распадается на четыре округло-яйцевидных орешка с поперечными морщинами.

## Экология
Растёт на открытых местах, на степных склонах, преимущественно на меловых, а также вдоль дорог.

## Распространение
Ареал обитания живучки хиосской — страны Восточной и Южной Европы, Ближнего Востока, Средней Азии, европейская часть России.

## Охранный статус
Живучка хиосская занесена в Красную книгу Курской области.